# فرانك باركر (ضابط)
فرانك باركر (بالإنجليزية: Frank Parker)‏ هو ضابط أمريكي، ولد في 21 سبتمبر 1872 في مقاطعة جورج تاون في الولايات المتحدة، وتوفي في 13 مارس 1947 في شيكاغو في الولايات المتحدة.